# Jens Bullerjahn
Jens Bullerjahn, né le 15 juillet 1962 à Halle-sur-Saale (Allemagne de l'Est) et mort le 26 novembre 2022 à Eisleben (Allemagne), est un homme politique allemand, membre du Parti social-démocrate d'Allemagne (SPD).
Il est vice-ministre-président et ministre des Finances de Saxe-Anhalt entre 2006 et 2016.

## Jeunesse, formation et vie professionnelle
Jens Bullerjahn achève ses études secondaires à l'école polytechnique de Bernbourg en 1979, puis entreprend une formation pour d'électricien. Celle-ci prend fin en 1981. Au cours des trois années suivantes, il accomplit son service militaire obligatoire dans l'Armée nationale populaire (NVA).
Après son retour à la vie civile en 1984, il décide de suivre une formation d'ingénieur électronicien à Magdebourg. Elle prend fin en 1987 et il se voit alors recruté pour un poste d'ingénieur en automation au sein du combinat de Mansfeld.

## Engagement politique

### Débuts
Membre du Parti social-démocrate d'Allemagne de l'Est (SDP) à compter de 1989, Jens Bullerjahn rejoint le Parti social-démocrate d'Allemagne (SPD) en 1990, quand ce dernier absorbe le SDP. Il participe alors à la fondation de la section de Grunddörfer.
Cette même année 1990, il est élu à trois reprises. Il intègre ainsi le conseil municipal d'Ahlsdorf, l'assemblée d'arrondissement d'Eisleben, et le Landtag de Saxe-Anhalt.

### Ascension
En 1993, Jens Bullerjahn est choisi comme secrétaire général (Parlamentarischer Geschäftsführer) du groupe parlementaire social-démocrate, qui se trouve alors dans l'opposition. Aux élections locales de 1994, il abandonne son mandat municipal mais est élu à l'assemblée de l'arrondissement du Pays-de-Mansfeld.
Réélu député peu de temps après, il joue un rôle de premier ordre pour la constitution du « modèle de Magdebourg » (Magdeburger Modell), une combinaison parlementaire permettant un gouvernement minoritaire des sociaux-démocrates bénéficiant du soutien sans participation du Parti du socialisme démocratique (PDS, gauche radicale héritière du SED).
Il ne se représente pas aux élections locales de 1998, ne conservant que son mandat parlementaire. En juillet 2004, il est choisi comme nouveau président du groupe SPD au Landtag, renvoyé dans l'opposition en 2002.

### Ministre des Finances de Saxe-Anhalt
Pour les élections régionales du 26 mars 2006, Jens Bullerjahn est investi, à 43 ans, chef de file (spitzenkandidat) du SPD, prenant la suite de l'ex-ministre-président, Reinhard Höppner. Le jour du scrutin, les sociaux-démocrates obtiennent 21,4 % des voix. Bien qu'ils soient en très légère hausse, de l'ordre de 1,4 point, ils sont confirmés comme troisième force politique régionale, derrière l'Union chrétienne-démocrate d'Allemagne (CDU) et le Parti du socialisme démocratique.
Il négocie alors la formation d'une « grande coalition » avec la CDU, le ministre-président Wolfgang Böhmer ayant perdu sa majorité après le fort recul enregistré par les libéraux. À la suite du succès de ces négociations, Jens Bullerjahn est nommé vice-ministre-président et ministre des Finances du second cabinet Böhmer le 24 avril 2006.
Le 14 mai suivant, le nouveau président fédéral du SPD, Kurt Beck, le désigne vice-président fédéral du parti au cours d'un congrès extraordinaire. Beck révèle cependant en mai 2007 qu'il envisage de réduire le nombre de vice-présidences au congrès ordinaire suivant, aussi sa reconduction n'est pas proposée en novembre 2007.
Au lendemain des élections législatives fédérales, le 28 septembre 2009, le comité directeur du SPD de Saxe-Anhalt propose qu'il soit de nouveau chef de file lors des prochaines élections, après que le ministre de l'Intérieur, Holger Hövelmann, a déclaré ne pas être disponible.
Au cours des élections régionales du 20 mars 2011, il confirme la position des sociaux-démocrates avec 21,5 %, et assure la reconduction de la majorité sortante, sous l'autorité du nouveau ministre-président, Reiner Haseloff. Le 19 avril, à la formation du nouveau gouvernement, il est reconduit dans ses responsabilités ministérielles.

### Retrait de la politique
Jens Bullerjahn annonce, en décembre 2014, qu'il n'a pas l'intention d'être à nouveau chef de file électoral aux élections de 2016, se justifiant par sa volonté de se concentrer sur ses responsabilités ministérielles. À l'été 2015, il déclare qu'il ne se représentera pas au Landtag et compte abandonner l'ensemble de ses fonctions à l'issue de la législature, en 2016. Le 25 avril 2016, il quitte le gouvernement, donc la vie politique.

## Vie privée
Jens Bullerjahn est marié, père de deux enfants, et sans confession. 

### Mort
Jens Bullerjahn meurt le 26 novembre 2022, à Eisleben, d'une maladie rare, à l'âge de 60 ans.